# Taco Bell
Taco Bell là một chuỗi nhà hàng thức ăn nhanh của Mỹ có trụ sở tại Irvine, California, được Glen Bell thành lập vào năm 1962. Taco Bell là công ty con của Yum! Brands, Inc. Các nhà hàng của chuỗi này phục vụ nhiều loại thực phẩm lấy cảm hứng từ México bao gồm taco, burrito, quesadilla, nacho, các món mới lạ và đặc sản, và một loạt các món " thực đơn giá trị ". Tính đến  năm 2018, Taco Bell phục vụ hơn 2   tỷ khách hàng mỗi năm tại 7.072 nhà hàng, hơn 93% trong số đó được sở hữu và điều hành bởi các bên nhượng quyền và giấy phép độc lập.
PepsiCo đã mua Taco Bell vào năm 1978, và sau đó tách bộ phận nhà hàng của Taco Bell thành Tricon Global Restaurants, sau này đổi tên thành Yum! Brands.

## Lịch sử
Taco Bell được thành lập bởi Glen Bell, một doanh nhân đầu tiên mở một quầy bán xúc xích có tên Bell's Drive-In tại San Bernardino, California vào năm 1948. Bell theo dõi hàng dài khách hàng tại một nhà hàng Mexico có tên là Mitla Cafe, nằm bên kia đường, nơi trở nên nổi tiếng trong dân cư vì bánh taco vỏ cứng. Bell đã cố gắng thiết kế ngược lại công thức, và cuối cùng các chủ sở hữu cho phép anh ta xem cách làm bánh taco. Ông đã lấy những gì mình đã học và mở một chỗ bán bánh mới vào năm 1951. Tên của công ty đã trải qua một số thay đổi, từ Taco-Tia đến El Taco, trước khi cố định thành Taco Bell.
Glen Bell đã mở cửa hàng Taco Bell đầu tiên vào năm 1962 tại Downey, California.
Năm 1964, nhà hàng nhượng quyền đầu tiên được mở, tại Torrance, CA. Năm 1967, nhà hàng thứ 100 được mở tại 400 South Brookhurst ở Anaheim. Vị trí đầu tiên ở phía đông sông Mississippi được mở tại Springfield, Ohio vào năm 1968. Mới đầu đặc trưng của Taco Bell chỉ có lối đi qua lấy hàng, không có chỗ ngồi trong nhà hoặc dịch vụ lái xe qua lấy hàng. Năm 1970, Taco Bell ra mắt công chúng với 325 nhà hàng.

### Công ty con của PepsiCo

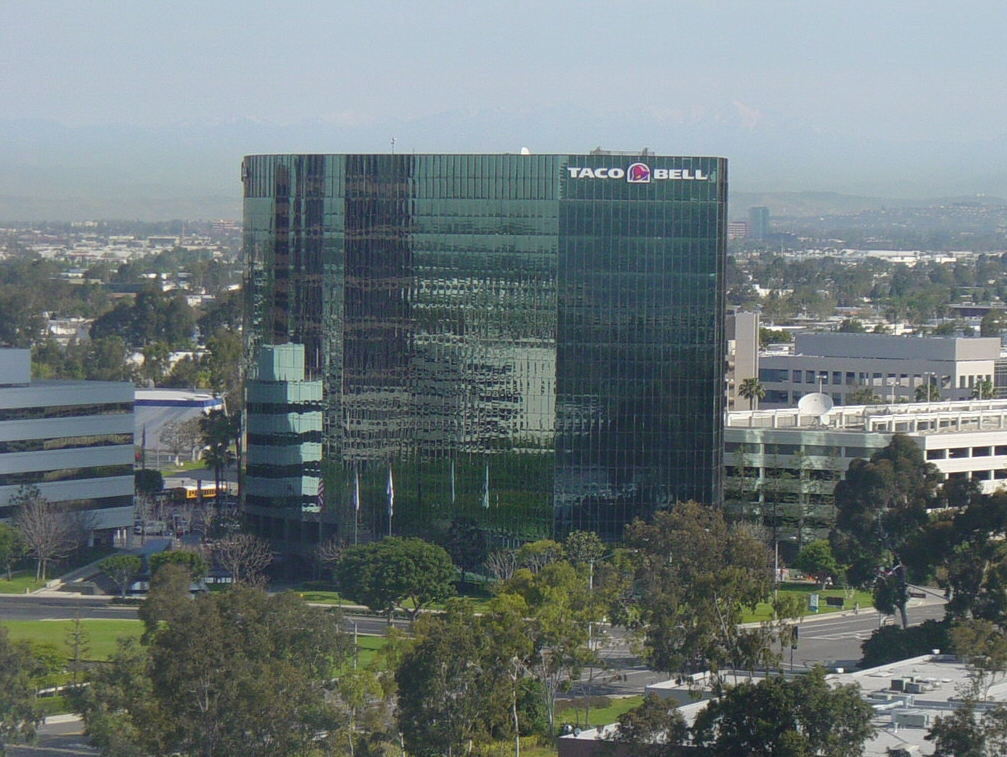
Trụ sở cũ của Taco Bell tại Irvine, California

Năm 1978, PepsiCo đã mua Taco Bell từ Glen Bell. Vào ngày 19 tháng 11 năm 2015, tòa nhà Taco Bell ban đầu ở Downey đã được chuyển đến Trụ sở công ty Taco Bell ở Irvine, California. Một số địa điểm ở Trung Tây Hoa Kỳ đã được chuyển đổi từ Zantigo, một chuỗi nhà hàng Mexico có trụ sở tại Minneapolis, Minnesota mà PepsiCo mua lại vào năm 1986. Năm 1990, chuỗi Hot 'n Now đã được mua lại. Taco Bell đã bán Hot 'n Now cho một công ty ở Connecticut vào năm 1997.
Năm 1991, Taco Bell đã khai trương Taco Bell Express đầu tiên tại San Francisco. Các địa điểm Taco Bell Express hoạt động chủ yếu bên trong các cửa hàng tiện lợi, trạm dừng xe tải, trung tâm mua sắm và sân bay. Taco Bell bắt đầu hợp tác thương hiệu với KFC vào năm 1995 khi thương hiệu đồng đầu tiên như vậy được mở tại Clayton, Bắc Carolina. Chuỗi này đã đồng thương hiệu với Pizza Hut  và Long John Silver's.
Năm 1997, PepsiCo đã thử nghiệm một khái niệm "vỉ nướng tươi" mới, mở ít nhất một nhà hàng Border Bell ở Mountain View, California trên El Camino Real (SR 82). Gần thời điểm PepsiCo ngừng hoạt động kinh doanh nhà hàng vào năm 1997, Border Bell ở Mountain View đã bị đóng cửa và chuyển đổi thành nhà hàng Taco Bell mà vẫn mở cửa vào năm 2018.
Vào tháng 9 năm 2000, vỏ sò thương hiệu Taco Bell trị giá tới 50 triệu đô la đã bị thu hồi từ các siêu thị. Vỏ chứa nhiều loại ngô biến đổi gen có tên StarLink không được chấp nhận cho con người sử dụng. StarLink đã được phê duyệt chỉ để sử dụng trong thức ăn chăn nuôi vì các câu hỏi về việc liệu nó có thể gây ra phản ứng dị ứng ở người.  Đó là lần đầu tiên thu hồi thực phẩm biến đổi gen (GMO). Ngô không được tách riêng tại thang máy hạt và máy xay ở Texas không đặt mua loại đó. Năm 2001, Tricon Global đã công bố khoản thanh toán 60 triệu đô la với các nhà cung cấp. Họ tuyên bố rằng nó sẽ đến với những người được nhượng quyền của Taco Bell và TGR sẽ không lấy bất kỳ thứ gì trong số đó.